# 黒の召喚士
『黒の召喚士』（くろのしょうかんし）は、迷井豆腐の日本のライトノベル。2014年10月6日より小説投稿サイト「小説家になろう」で連載されていた『古今東西召喚士』という名の作品で、2015年5月16日に『黒の召喚士 〜戦闘狂の成り上がり〜』にタイトルが変更になった。2016年6月25日からオーバーラップ文庫（オーバーラップ）より書籍化刊行されている。2024年10月時点で電子版を含めたシリーズ累計部数は270万部を記録している。
メディアミックスとして、2018年からオーバーラップのウェブコミック配信サイト『コミックガルド』にて天羽銀によるコミカライズ版が連載中で、コミック配信アプリ『コミックガルド＋』の提供開始後は最新話はこちらで配信となった。また2022年にはテレビアニメ化が発表された。

## あらすじ
見知らぬ場所で目を覚ました男には、ここがどこなのか、自分が誰なのか、全く記憶がなかった。突然、テレビゲームのメニュー画面のような物が現れ、自分は前世で死んだ時に異世界へ転生する権利を得て、前世の記憶すべてと引き換えにレアスキルを獲得し、“召喚士ケルヴィン"として転生をしたことを知る。しかも、この異世界の女神・メルフィーナまで配下に従えていることにも驚愕する。
そうして、始まった冒険者ライフ。ケルヴィンの前に次々に立ちはだかる強敵と魔境を前に、ケルヴィンは自然と笑みがこぼれる。彼はまさに戦闘（バトル）ジャンキーだった。黒のローブを身に纏った重度のバトルジャンキーが、仲間と共に“英雄"へと成り上がる爽快バトルストーリーが始まる。

## 登場人物
声の項はテレビアニメ版の声優。

### ケルヴィン邸
ケルヴィン
声 - 内山昂輝
本作の主人公。地球生まれの日本育ち。23歳。職業は召喚士。
記憶喪失の状態で森で目覚めており、転生前の記憶は消されることを転生前のケルヴィンは了承していた。
神の手違いによる事故で死んでしまい、転生させてもらう時に、自分自身の記憶を対価にスキルポイントを増やしてもらった。
記憶・知識が消去された影響で、転生前に習得したスキルの知識も消えている。転生ボーナスとして、転生後の現代の知識と、多少のお金を女神メルフィーナによって与えられている。
同じエピソード記憶でも、「自分の生い立ち」「記憶を対価にしたこと」「女神に恋をしたこと」は忘れているのに対し「某有名ゲームのイメージ」「日本人に風呂なし生活はきついぞ」など覚えているものがある点について矛盾が発生している。
この矛盾に関しては転生したことや記憶を対価にしたことは女神メルフィーナが口頭で伝えたことであり、テレビアニメ版では思い出も対価にしているため、意図的に偽りの記憶を植え付けている可能性が高い。
エフィル
声 - 石見舞菜香
本作のヒロインの一人。ハーフエルフの女性。腰まで届く金髪にエメラルドのようなグリーンの瞳。16歳。
元奴隷であり、物心ついたときにはすでに奴隷で、両親の顔もわからず、生まれてすぐに売られている。料理上手で優しい性格。
火竜王の呪いをかかっていたが、メルフィーナのアドバイスを受けて、魔法による解呪によってケルヴィンに助けられる。
ケルヴィン邸ではメイド長を務める。
メル / メルフィーナ
声 - 上田麗奈
本作のヒロインの一人。神であり転生を司っている。1276歳。ケルヴィンの一人目の配下。
元々は神に仕える天使だったが、功績が認められたことで転生の女神になった。容姿は転生前のケルヴィンから一目惚れされて告白されるほど。
転生の女神になってから、数百年経っており、少しこの仕事に飽きてきたため転生前のケルヴィンの案に乗り、下界に降りることにした。数十年は仕事を休んでいなかったため、本人も乗り気。
当初はケルヴィンのMPが足りなかったため、実体化できなかった。
神聖なオーラを漂わせているが大食漢。下界ではメル（体は擬態）を名乗っている。
セラ
声 - 鈴木みのり
本作のヒロインの一人。先代魔王の娘の女悪魔。魚釣りが得意。
クロト
声 - 蘭笛
ケルヴィンが初めて使役したスライム。分裂し、個体別に戦闘力を振り分けることができる。
ジェラール
声 - 秋元羊介
ケルヴィンが使役する漆黒の騎士の亡霊。元はとある王国の老将軍。実は実体化もできるのだが、決して鎧を脱ぎたがらない。
リオン
声 - 宮本侑芽
本作のヒロインの一人。ケルヴィンと同じく日本出身の転生者。本名は佐伯理桜（さえき りお）で、前世では一人っ子で寝たきりの重い病を患っていた。ケルヴィンの勇者召喚によって召喚された勇者で、人前ではケルヴィンの妹にしている。基本的に常識人だが、転生前に読んだ漫画やライトノベルの偏った情報を信じている。
アレックス
声 - 森嶋秀太
ケルヴィンが使役するシャドーウルフ。黒い毛並みはリオンが毎日、水浴びとブラッシングをしている。リオン（勇者）の相棒として平時、戦闘時共に行動している。
エリィ
声 - 佐々木未来
トラージで、盗賊団・黒風に娘共々奴隷として捕まっていた女性。ケルヴィン邸のメイド募集に娘のリュカと共に応募する。親子共々戦闘に加わらないが、屋敷の警備を任せられる程度にケルヴィンの経験値共有化で娘と一緒にスキルを伸ばしている。
リュカ
声 - 長縄まりあ
エリィの娘。母と共に志願しメイドとして働きはじめる。

### 静謐街パーズ
アンジェ
声 - 稲垣好
冒険者ギルドで働く受付嬢。
リオ
声 - 大塚芳忠
パーズ冒険者ギルドのギルド長。鑑定眼A級で「解析者」の二つ名を持つ。ケルヴィンの正体を唯一知る人物。ミストとは元冒険者仲間。
クレア
声 - 杉山里穂
精霊歌亭の女将。
ウルド
声 - 高橋伸也
パーズのＣ級冒険者。クレアの夫。
カシェル
声 - 田丸篤志
経験値目当てに冒険者を殺害していた。
ギムル
声 - 蟹江裕介
カシェルの仲間。
ラジ
声 - 山根雅史
カシェルの仲間。

### 水国トラージ
ミスト
声 - 佐久間レイ
トラージ冒険者ギルドのギルド長。元冒険者でリオの元仲間。
ツバキ・フジワラ
声 - 伊藤静
トラージ国王。白米の御飯を餌にケルヴィン達を召し抱えようとする。
クリストフ
声 - 真木駿一
盗賊団黒風の頭。仮面（漫画やアニメでは形が異なる）を付けている。
カルナ
声 - 朝井彩加
ケルヴィンが最初に会う盗賊団・黒風の女幹部。アニメでは髪に近い頭部に仮面を付けている（漫画では付けてない）。
ホープ
声 - 森嶋秀太
盗賊団黒風の幹部。女の悲鳴を好む残忍な性格。
プリスラ
声 - 長妻樹里
盗賊団黒風の女幹部。アニメでは顔左半分に仮面を付けている（漫画では付けてない）。
アド
声 - 大泊貴揮
盗賊団黒風の幹部。仮面（漫画やアニメでは形が異なる）を付けている。アニメではマントを羽織っている。

### 神皇国デラミス
コレット
声 - 釘宮理恵
デラミスの巫女。
神埼刀哉
声 - 前田誠二
日本から召喚された勇者。二刀流の使い手。聖剣ウィルを所有。ケルヴィンのことを盗賊と勘違いして戦いになり、戦闘後はケルヴィンを師匠と呼ぶ。
志賀刹那
声 - 千春
日本から召喚された勇者。抜刀術の使い手。黒髪ポニーテールで刀哉の幼馴染。
水丘奈々
声 - 高尾奏音
日本から召喚された勇者。調教師で火竜を使役する。
黒宮雅　
声 - 村上まなつ
日本から召喚された勇者。黒魔導士。ロシア人クォーターの帰国子女で銀髪。
ムン
声 - 林鼓子
奈々が使役する火竜。

### 軍国トライセン
ゼル・トライセン
声 - 斧アツシ
トライセン国王。ひげを生やしている。
アズグラッド・トライセン
声 - 古川慎
トライセン第1王子。竜騎兵団将軍。
シュトラ・トライセン
声 - 菱川花菜
トライセンの姫。暗部将軍。白い花弁の髪飾りをつけている。
ダン・ダルバ
声 - 楠見尚己
鉄鋼騎士団将軍。古くからトライセンに仕える老騎士。
トリスタン・ファーゼ
声 - 石田彰
混成魔獣団将軍。眼鏡をかけている。名門ファーゼ家の当主。クライヴがケルヴィンに敗北した後、魔法騎士団将軍を兼任する。
クライヴ・テラーゼ
声 - 蒼井翔太
魔法騎士団将軍。転生者。長い髪で女性的な容姿。固有スキル『魅了眼』を使う。エフィルを一目で気に入り魅了で奴隷にしようと企んだ。ケルヴィン敗北後、トリスタンに戦死扱いされ拷問に近い実験台の末路を迎える。
タブラ
声 - 白石稔
トライセン第3王子。シュトラの同母兄だが、全く似ていない。

### 獣国ガウン
レオンハルト・ガウン
声 - 尾崎由香
ガウンの獣王にしてＳ級冒険者。別人に変身することができるマジックアイテムを所有する。
ネルラス
声 - 興津和幸
エルフの里の長老。ルーミルの形見「髪飾り」をエフィルに渡した。
ルーミル
故人。長老がエフィルと見間違えるほど顔立ちが似ている。
20年ほど前に火竜王の凄まじい怒りを鎮めるため竜の妻として身を捧げ、その勇気に気に入られた火竜王に連れ去られるが、数年後森の奥で謎の変死体として見つかった。火竜王とルーミルとの間で何が起きたかは謎のままで、ルーミルとエフィルが親子関係かは明らかにされてないが、ケルヴィンや長老からは親子だと思われている。

### その他
ビクトール
声 - 飛田展男
D級ダンジョン・隠者の潜窟にいたアークデーモン。先代魔王に使える娘セラのお世話役で、セラの身を守るために潜窟で身を隠しセラの存在を隠していた。

## 作風・制作背景
『小説家になろう』の作品を読み耽っていた迷井は次第に自身も執筆したいという思いに駆られ、「王道路線」のみを決めてそれ以外はプロットも考えないまま執筆をスタートさせた。その後同サイトのランキングに掲載、書籍化への打診を受けて、最終的に本作が刊行されるに至った。
元々タイトルは『古今東西召喚士』だったが、読者からは「タイトルで損している」と言われるほど受けが悪かったため、現在のタイトルに変更した。するとその翌日、翌々日には同サイトのランキングに本作の名前が挙がるようになったという。
迷井は「主人公がバトルジャンキー」という作品が希少であり、その点が他作品と差別化させることができたと述べている。また、主人公の味方も主人公に匹敵するレベルの強さのためバトルシーンが長くなっており、その点に関しては申し訳なさを感じているという。

## 既刊一覧

### 小説
- 迷井豆腐（著）・黒銀 (DIGS)（イラスト）・ダイエクスト（イラスト、7巻以降）、オーバーラップ〈オーバーラップ文庫〉、既刊22巻（2025年7月25日現在）
  - 『黒の召喚士1 封印されし悪魔』、2016年6月25日初版第一刷発行（同日発売[28]）、ISBN 978-4-86554-117-5
  - 『黒の召喚士2 偽りの英雄』、2016年9月25日初版第一刷発行（同日発売[29]）、ISBN 978-4-86554-157-1
  - 『黒の召喚士3 魔獣の軍勢』、2017年1月25日初版第一刷発行（同日発売[30]）、ISBN 978-4-86554-192-2
  - 『黒の召喚士4 無垢なる氷姫』、2017年5月25日初版第一刷発行（同日発売[31]）、ISBN 978-4-86554-217-2
  - 『黒の召喚士5 目覚めし魔王』、2017年8月25日初版第一刷発行（同日発売[32]）、ISBN 978-4-86554-251-6
  - 『黒の召喚士6 紅の乙女』、2018年1月25日初版第一刷発行（同日発売[33]）、ISBN 978-4-86554-307-0
  - 『黒の召喚士7 蠢く闇』、2018年6月25日初版第一刷発行（同日発売[34]）、ISBN 978-4-86554-370-4
  - 『黒の召喚士8 神の国に座する皇』、2018年12月25日初版第一刷発行（同日発売[35]）、ISBN 978-4-86554-416-9
  - 『黒の召喚士9 真なる英雄』、2019年4月25日初版第一刷発行（同日発売[36]）、ISBN 978-4-86554-480-0
  - 『黒の召喚士10 女帝の帰還』、2019年8月25日初版第一刷発行（同日発売[37]）、ISBN 978-4-86554-534-0
  - 『黒の召喚士11 角笛響く深淵』、2020年2月25日初版第一刷発行（同日発売[38]）、ISBN 978-4-86554-613-2
  - 『黒の召喚士12 天穿の黒』、2020年5月25日初版第一刷発行（同日発売[39]）、ISBN 978-4-86554-662-0
  - 『黒の召喚士13 竜王の加護』、2020年10月25日初版第一刷発行（同日発売[40]）、ISBN 978-4-86554-762-7
  - 『黒の召喚士14 転生神の召喚』、2021年3月25日初版第一刷発行（同日発売[41]）、ISBN 978-4-86554-868-6
  - 『黒の召喚士15 戦闘狂の成り上がり』、2021年8月25日初版第一刷発行（同日発売[42]）、ISBN 978-4-86554-977-5
  - 『黒の召喚士16 迷宮国の冒険者』、2022年2月25日初版第一刷発行（同日発売[43]）、ISBN 978-4-8240-0110-8
  - 『黒の召喚士17 学園戦線』、2022年6月25日初版第一刷発行（同日発売[44]）、ISBN 978-4-8240-0211-2
  - 『黒の召喚士18 歪なる愛』、2022年9月25日初版第一刷発行（同日発売[45]）、ISBN 978-4-8240-0294-5
  - 『黒の召喚士19 権能侵攻』、2023年4月25日初版第一刷発行（同日発売[46]）、ISBN 978-4-8240-0468-0
  - 『黒の召喚士20 交わる双鬼』、2023年12月25日初版第一刷発行（同日発売[47]）、ISBN 978-4-8240-0684-4
  - 『黒の召喚士21 黒鉄の吸血姫』、2024年12月25日初版第一刷発行（同日発売[48]）、ISBN 978-4-8240-1027-8
  - 『黒の召喚士22 黒宴の幕開き』、2025年7月25日初版第一刷発行（同日発売[49]）、ISBN 978-4-8240-1255-5

### 漫画
- 迷井豆腐（原作）・黒銀 (DIGS)（キャラクター原案）・天羽銀（作画） 『黒の召喚士』 オーバーラップ〈ガルドコミックス〉、既刊22巻（2025年6月25日現在）
  1. 2018年6月25日初版第1刷発行（同日発売[50]）、ISBN 978-4-86554-366-7
  2. 2018年11月25日初版第1刷発行（同日発売[51]）、ISBN 978-4-86554-419-0
  3. 2019年4月25日初版第1刷発行（同日発売[52]）、ISBN 978-4-86554-485-5
  4. 2019年8月25日初版第1刷発行（同日発売[53]）、ISBN 978-4-86554-539-5
  5. 2019年11月25日初版第1刷発行（同日発売[54]）、ISBN 978-4-86554-579-1
  6. 2020年3月25日初版第1刷発行（同日発売[55]）、ISBN 978-4-86554-631-6
  7. 2020年7月25日初版第1刷発行（同日発売[56]）、ISBN 978-4-86554-710-8
  8. 2020年12月25日初版第1刷発行（同日発売[57]）、ISBN 978-4-86554-815-0
  9. 2021年3月25日初版第1刷発行（同日発売[58]）、ISBN 978-4-86554-878-5
  10. 2021年7月25日初版第1刷発行（同日発売[59]）、ISBN 978-4-86554-970-6
  11. 2021年10月25日初版第1刷発行（同日発売[60]）、ISBN 978-4-8240-0039-2
  12. 2022年2月25日初版第1刷発行（同日発売[61]）、ISBN 978-4-8240-0121-4
  13. 2022年6月25日初版第1刷発行（同日発売[62]）、ISBN 978-4-8240-0222-8
  14. 2022年9月25日初版第1刷発行（同日発売[63]）、ISBN 978-4-8240-0301-0
  15. 2023年1月25日初版第1刷発行（同日発売[64]）、ISBN 978-4-8240-0403-1
  16. 2023年5月25日初版第1刷発行（同日発売[65]）、ISBN 978-4-8240-0514-4
  17. 2023年10月25日初版第1刷発行（同日発売[66]）、ISBN 978-4-8240-0644-8
  18. 2024年2月25日初版第1刷発行（同日発売[67]）、ISBN 978-4-8240-0749-0
  19. 2024年6月25日発売[68]、ISBN 978-4-8240-0872-5
  20. 2024年10月25日発売[4]、ISBN 978-4-8240-0982-1
  21. 2025年2月25日発売[69]、ISBN 978-4-8240-1102-2
  22. 2025年6月25日発売[70]、ISBN 978-4-8240-1236-4

## テレビアニメ
2022年2月にテレビアニメ化が発表され、同年7月から9月までTOKYO MXほかにて放送された。

### スタッフ
- 原作 - 迷井豆腐[6]
- 原作イラスト - 黒銀、ダイエクスト[6]
- コミックス - 天羽銀[6]
- 監督・シリーズ構成 - 平池芳正[6]
- キャラクターデザイン - 大島美和[6]
- サブキャラクターデザイン - 大橋幸子
- モンスター・プロップデザイン - 稲田航[6]
- 美術設定 - 加藤賢司[6]
- 美術監督 - 古宮陽子（第1 - 4、6、9、10話）
- 色彩設計 - 鈴木依里[6]
- 撮影監督 - 内田奈津美[6]
- 編集 - 松本秀治[6]
- CGIスーパーバイザー - 後藤浩幸[6]
- CGIディレクター - 中村玲菜[6]
- 音響監督 - 本山哲[6]
- 音響制作 - ブシロードムーブ[6]
- 音楽 - 未知瑠、Yuria Miyazono[6]
- 音楽制作 - フライングドッグ[6]
- 音楽プロデューサー - 深水円[24]、内田峻[24]
- プロデューサー - 許樹人[24]、大下達也[24]、中村考太郎[24]、福田正夫[24]、古屋沢彌[24]、福島靖[24]
- アニメーションプロデューサー - 村元修身[24]
- アニメーション制作 - サテライト[6]
- 製作 - 黒の召喚士製作委員会[6]

### 主題歌
「頭ん中DEAD END」
かいりきベアと10fuによる「レトベア(unknown Vo:10fu)」が担当するオープニングテーマ。作詞・作曲・編曲はかいりきベア。
「Wherever」
鈴木みのりが担当するエンディングテーマ。作詞・作曲はMALIYA、編曲はIsland State Music。
9～12話では編曲をMELRAWが担当した「Wherever remix」が使用された。

### 各話リスト
| 話数 | サブタイトル               | 脚本       | 絵コンテ                          | 演出       | 作画監督                                                                             | 総作画監督                 | 初放送日      |
| ---- | -------------------------- | ---------- | --------------------------------- | ---------- | ------------------------------------------------------------------------------------ | -------------------------- | ------------- |
| EP01 | 記憶を無くした転生者       | 平池芳正   | 平池芳正                          | 野崎真代   | 伊藤亜矢子 田中穣 松本弘 水上ろんど                                                  | 大島美和 田中穣            | 2022年 7月9日 |
| EP02 | 黒霊騎士                   | 平池芳正   | Royden B 奥山潔（バトルシーン）   | 藤本義孝   | 櫻井拓郎 李少雷 幡野雄亮                                                             | 大島美和 田中穣            | 7月16日       |
| EP03 | ギルドとの密約と奴隷少女   | 平池芳正   | 平池芳正 もりたけし               | 石山タカ明 | STUDIO MASSKET                                                                       | 大島美和 水上ろんど        | 7月23日       |
| EP04 | 悪魔                       | 永井真吾   | 平池芳正                          | 新井美穂   | 陳達理 飯飼一幸 松下純子                                                             | 大島美和 田中穣            | 7月30日       |
| EP05 | 魔王の娘                   | 永井真吾   | もりたけし 奥山潔（バトルシーン） | 飛田剛     | 相馬満 吉川美貴 李少雷                                                               | 大島美和 水上ろんど        | 8月6日        |
| EP06 | コメと盗賊と勇者           | 望月真里子 | 平池芳正 もりたけし               | 古賀一臣   | 伊藤亜矢子 李少雷                                                                    | 大島美和 田中穣            | 8月13日       |
| EP07 | 勇者たちとの対戦           | 望月真里子 | 相馬満                            | 高田昌宏   | 普津澤時ヱ門 櫻井拓郎 松本弘 李少雷 伊藤亜矢子 山田真也 倉川英揚 満若たかよ 吉川美貴 | 大島美和 水上ろんど 田中穣 | 8月20日       |
| EP08 | パーズへの帰還と女神の降臨 | 平池芳正   | 佐藤竜雄                          | 神谷望夢   | 杭新華                                                                               | 大島美和 田中穣            | 8月27日       |
| EP09 | 勇者召喚                   | 望月真里子 | もりたけし                        | 新井美穂   | 陳達理 飯飼一幸 EN.studio                                                            | 大島美和 水上ろんど        | 9月3日        |
| EP10 | 新たなる家族               | 望月真里子 | もりたけし                        | 野崎真代   | 伊藤亜矢子 吉川美貴 李少雷                                                           | 大島美和 田中穣            | 9月10日       |
| EP11 | S級昇格試験                | 永井真吾   | もりたけし 奥山潔（バトルシーン） | 高橋幸雄   | 武内啓 スタジオ・ミュウ エバーグリーン リバイバル ワンオーダー                       | 大島美和 水上ろんど 田中穣 | 9月17日       |
| EP12 | もう一人の転生者           | 永井真吾   | もりたけし 奥山潔（バトルシーン） | 高島大輔   | 櫻井拓郎 本間充 松本弘 李少雷 大橋幸子                                               | 大島美和 田中穣            | 9月24日       |

### 放送局
| 放送期間                 | 放送時間                     | 放送局       | 対象地域 | 備考                            |
| ------------------------ | ---------------------------- | ------------ | -------- | ------------------------------- |
| 2022年7月9日 - 9月24日   | 土曜 22:00 - 22:30           | TOKYO MX     | 東京都   |                                 |
|                          | 土曜 22:30 - 23:00           | サンテレビ   | 兵庫県   |                                 |
| 2022年7月10日 - 9月25日  | 日曜 23:30 - 月曜 0:00       | BS日テレ     | 日本全域 | BS放送 / 『アニメにむちゅ〜』枠 |
| 2022年7月12日 - 9月27日  | 火曜 1:50 - 2:20（月曜深夜） | 秋田朝日放送 | 秋田県   |                                 |
| 2022年7月14日 - 9月29日  | 木曜 1:55 - 2:25（水曜深夜） | 北海道テレビ | 北海道   |                                 |
| 2022年7月22日 - 10月7日  | 金曜 1:40 - 2:10（木曜深夜） | 山形テレビ   | 山形県   |                                 |
|                          | 金曜 2:15 - 2:45（木曜深夜） | 新潟テレビ21 | 新潟県   |                                 |
| 2022年7月25日 - 10月17日 | 月曜 2:00 - 2:30（日曜深夜） | 北陸朝日放送 | 石川県   |                                 |
| 2022年7月29日 -          | 金曜 1:18 - 1:48（木曜深夜） | 長崎文化放送 | 長崎県   | 『あに。』枠                    |

| 配信開始日    | 配信時間                   | 配信サイト |
| ------------- | -------------------------- | --- |
| 2022年7月9日  | 土曜 22:00 更新            | dアニメストア J:COMオンデマンド milplus |
| 2022年7月16日 | 土曜 0:00（金曜深夜） 更新 | Amazon Prime Video FOD Hulu TELASA U-NEXT アニメ放題 auスマートパスプレミアム ひかりTV バンダイチャンネル ABEMA GYAO! niconico GYAO!ストア music.jp Rakuten TV クランクイン！ビデオ ビデオマーケット |
|               | 土曜 12:00 更新            | HAPPY!動画 |
|               | 土曜 更新                  | ムービーフルplus |